# Carl Bantzer

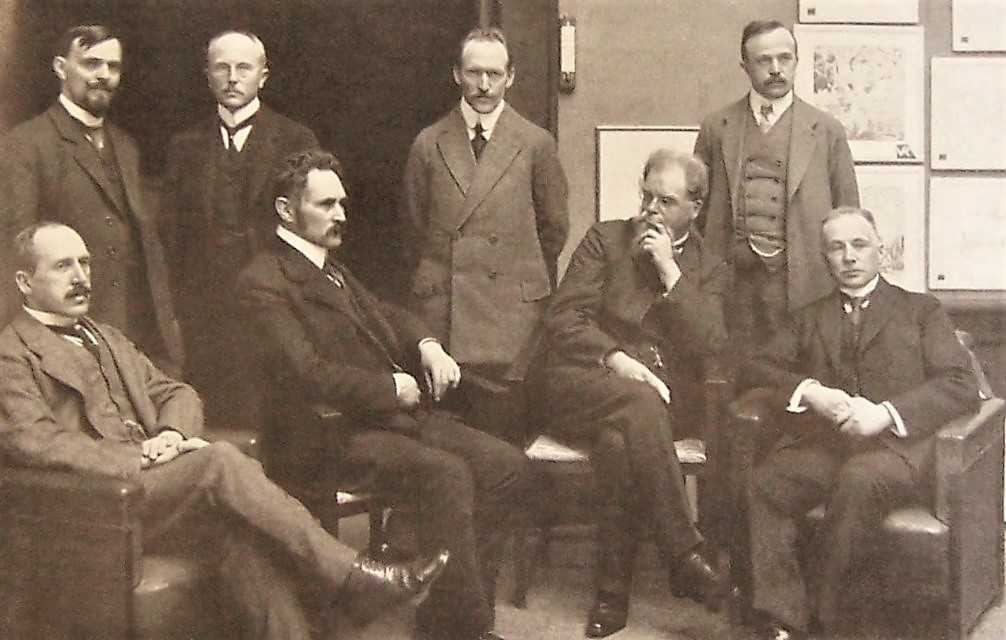
Carl Bantzer (ganz rechts, sitzend) als Juryvorsitzender, Mai 1912

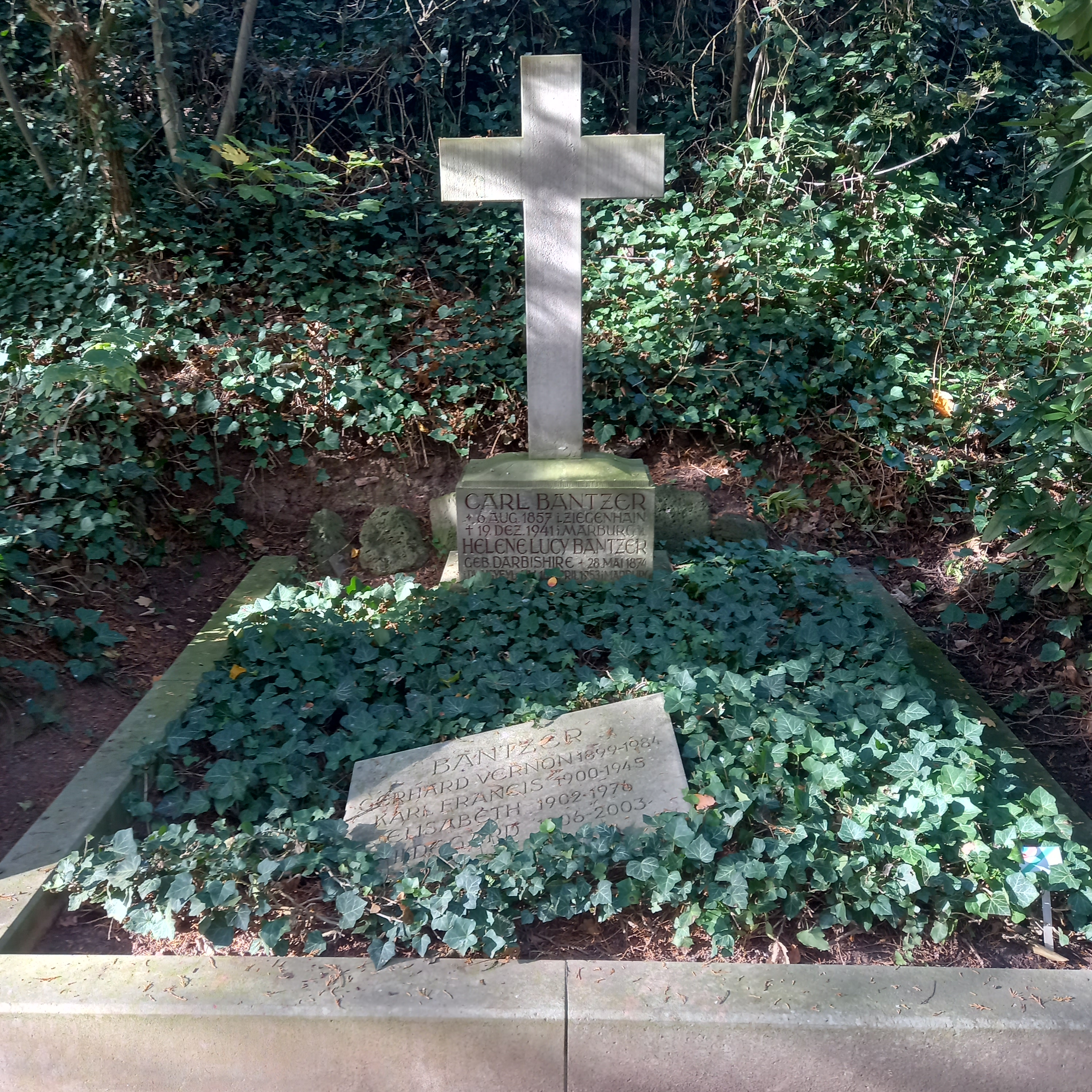
Das Grab von Carl Bantzer und seiner Ehefrau Helene Lucy geborene Darbishire im Familiengrab auf dem Hauptfriedhof Marburg

Willingshausen Malerkolonie, Foto von 1913; v. l. n. r.: Heinrich Giebel, Marlies Dörr, Hermann Kätelhön, Hermann Metz, Wilhelm Thielmann, Adolf Lins, Heinrich Otto, Carl Bantzer

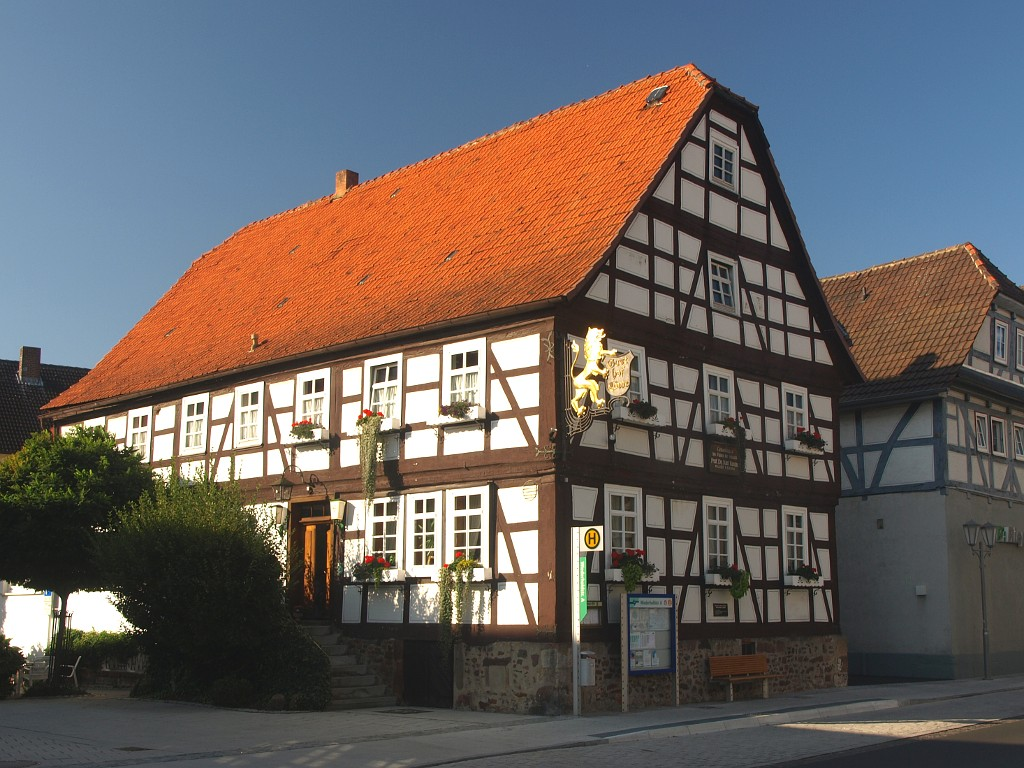
„Gasthaus Löwe“ (vor 1938 Wirtshaus „Zum goldenen Stern“) in Weichaus, das Geburtshaus von Carl Bantzer

Carl Ludwig Noah Bantzer, in der Literatur auch: Karl (* 6. August 1857 in Ziegenhain; † 19. Dezember 1941 in Marburg) war ein vom Impressionismus stark beeinflusster Maler, Hochschullehrer und Kunstschriftsteller. Er war Mitglied der Willingshäuser Malerkolonie in Willingshausen (Schwalm).

## Leben
Carl Bantzer wurde in der zum hessischen Ziegenhain gehörigen Vorstadt Weichaus geboren und wuchs als Sohn des Kreistierarztes des Kreises Ziegenhain Heinrich Bantzer (1809–1863) und dessen Frau dort auf. Er nahm schon als Kind erste Eindrücke von den Schwälmer Bauern auf, die ihn zeitlebens inspirierten. 1863 zog seine Mutter nach dem Tod seines Vaters mit den vier Söhnen nach Marburg. Carl Bantzer besuchte das Marburger Gymnasium Philippinum.
Er lebte in Marburg und studierte an der Akademie in Berlin. Er kam 1884 und 1885 für mehrere Wochen in die Schwalm nach Niederwalgern zurück und arbeitete gemeinsam mit dem Dresdner Maler Wilhelm Claudius. Dann zog er um nach Treysa und ging zum täglichen Malen nach Ascherode. Er zeichnete Studien der Schwälmer Trachten im impressionistischen Stil und es entstanden die Bildnisse des Bürgermeisters Kehl und des Bauern Schneider in Arbeitskleidung.
Seine erste Frau Claire starb 1887 bei der Geburt des Sohnes Arnold. Carl Bantzer wurde Mitglied der Künstlerkolonie Goppeln. Er arbeitete dort an dem Bild der Wallfahrer am Grabe der Heiligen Elisabeth. 1887 kehrte er nach Willingshausen in die Schwalm zurück. Im Malertreffpunkt Gasthaus Haase begegnete er den Künstlern Hermann Kätelhön, Adolf Lins und Emil Zimmermann. Er kam in den folgenden Jahren zu mehreren Sommeraufenthalten in die Schwalm zurück. Im Winter von 1889/1890 besuchte er eine Abendmahlsfeier in Willingshausen, die ihn nachhaltig beeindruckte und künstlerisch anregte.

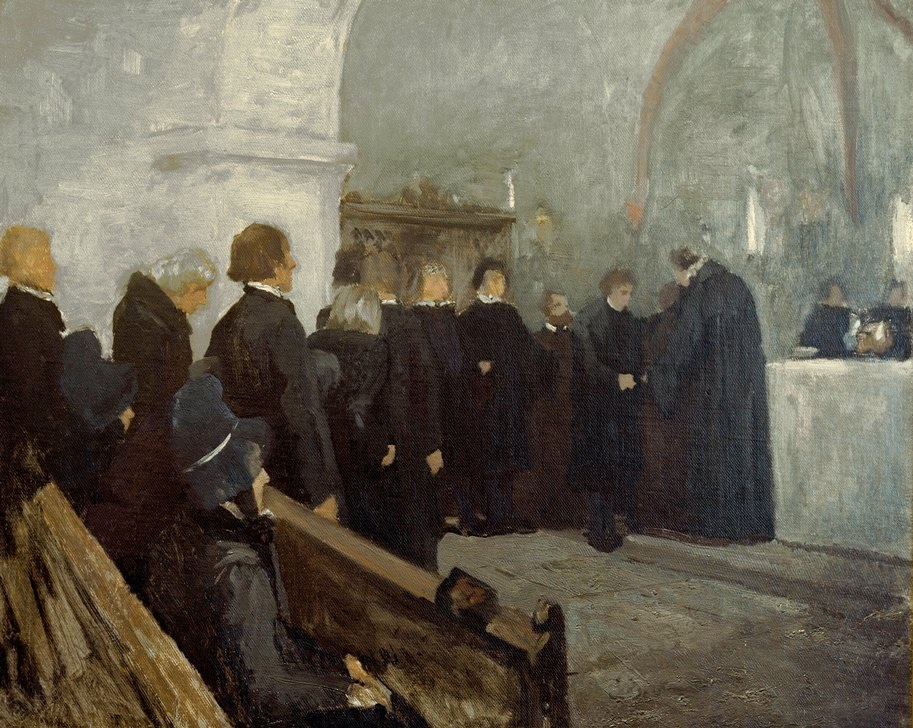
Studie zu Abendmahl in einer Hessischen Dorfkirche

Von Januar bis März 1890 hielt er sich, mit nachdrücklicher Wirkung auf sein weiteres Werk, zu Studien in Paris auf. Er studierte die Malweise der Impressionisten. Bantzer fertigte in dieser Zeit eine Studie zum Abendmahl in der Merzhäuser Kirche an.
1891 lebte er wiederum in Dresden, um wieder 1892 nach Willingshausen zurückzukehren. 1892 wurde in München, Berlin, Wien, Dresden, Leipzig, Hamburg, Breslau, und Frankfurt am Main das Bild Hessische Abendmahlsfeier ausgestellt, das ein Jahr zuvor nach Vorbild des Altars der Kirche in Wenkbach entstand. 1893 unternahm Carl Bantzer mit dem Maler Wilhelm Georg Ritter eine Studienreise nach Heiligenstadt, über den Hanstein nach Allendorf an der Werra, Friedewald, Bad Hersfeld und Schlitz, verbunden mit einem längeren Aufenthalt in Aufenau an der Kinzig und im Töpferdorf Wittgenborn am Vogelsberg. Er kehrte dann wieder nach Willingshausen zurück, da er keine ihm geeigneten Modelle für seine Arbeiten finden konnte.
1896 ließ er die Holzkirche am Forsthof in Willingshausen abbrechen und neben dem Gasthaus Haase aufbauen, um sie als Atelier von Marburg aus neben seiner Werkstatt zu nutzen. 1896 wurde er zum Professor an der Königlichen Kunstakademie in Dresden berufen. Ebenfalls 1896 erhielt er auf der Internationalen Kunstausstellung in Berlin eine kleine Goldmedaille. 1896 bis 1897 malte er das Bild Schwälmer Jugend beim Tanz, das er 1898 erstmals in München ausstellte.
1899 heirateten er und Helene Francis Darbishire (1874–1953). Aus dieser Ehe stammten fünf Kinder, darunter auch die Tochter Marigard Bantzer, eine Kinderbuchillustratorin und Frau von e.o.plauen, und der Maler Carl Francis Bantzer, Vater des Schauspielers Christoph und des Musikers Claus Bantzer. 1903 erhielt er auf der Großen Berliner Kunstausstellung eine große Goldmedaille. 1903 bis 1904 arbeitete er am Hochzeitsschmaus. Bantzer gehörte dem 1903 gegründeten Deutschen Künstlerbund an. Auf dessen erster gemeinsamer Jahresausstellung mit der Münchener Secession 1904 im Kgl. Kunstausstellungsgebäude am Königsplatz nahm er mit dem Ölgemälde Der Abend teil. Er schuf Porträts von Schwälmer Bauern und Bäuerinnen und 1907 das Bild Der Erntearbeiter, einige Frühlingslandschaften auf der Neustädter Wiese und 1908 Die Bauernbraut.
1909 kam sein Schüler Kurt Schwitters mit seinem Lehrer zu impressionistischen Studien nach Willingshausen. Von 1910 bis 1916 schuf er mehrere Bilder der Abendruhe. Die Vespermahlzeit wurde 1916 gemalt, danach beschäftigte er sich wieder mit Landschaftsbildern in Willingshausen.
Bantzer war Mitglied der Königlichen Akademie der bildenden Künste Dresden und trug den Titel eines Hofrats. 1918 wurde er an die Kunstakademie in Kassel berufen, deren Direktor er bis 1923 blieb. Von 1932 bis 1936 malte er mehrere Landschaften vom Marburger Frauenberg. 1934 folgte das Bild Alte Buchen am Waldrand, 1937 Drei mächtige Buchen in Willingshausen, im selben Jahr erhielt er die Goethe-Medaille für Kunst und Wissenschaft. 1935 bis 1938 arbeitete er am Waldreiter und 1938 am Bauern Gimpel und 1939 am Bildnis der Alten Frau Schäfer – in dem Jahr wurde Carl Bantzer auf die Kandidatenliste für den Deutschen Nationalpreis für Kunst und Wissenschaft gesetzt.
1941 hielt er sich letztmals in Willingshausen auf, und er malte seine letzten Figurenbilder, das Willingshäuser Wasserwerk und die Waldlandschaft. Carl Bantzer starb im Alter von 84 Jahren in Marburg.
Eine Schule in Schwalmstadt-Ziegenhain sowie Straßennamen in Kassel, Marburg, Gießen, Goppeln und Schwalmstadt erinnern an das Wirken von Carl Bantzer. Die Carl-Bantzer-Schule in Schwalmstadt-Ziegenhain hat im Jahr 2015 auf ihrem Schulhof eine Statue des Namensgebers aufgestellt. Die lebensgroße Interpretation wurde auf Anregung des schulischen Fördervereins von Ewald Rumpf geschaffen.
2005 erschien vom Autor und Mediziner Henning Schäfer der Roman Schwälmer Tanz. Die Kriminalgeschichte handelt von zwei Vorstudien des Carl Bantzer-Bildes Schwälmer Jugend beim Tanz.
Ein Teil seines schriftlichen Nachlasses wird im Deutschen Kunstarchiv im Germanischen Nationalmuseum in Nürnberg verwahrt.

## Schüler (Auswahl)
- Heinrich Breul
- Johann Brockhoff
- Ernst Burmester
- Heinrich Dersch
- Ernst Dietsch
- Conrad Felixmüller
- Karl Hanusch
- Josef Hegenbarth
- Werner Heuser
- Bernhard Kretschmar
- Karl Leyhausen
- Walter Lilie
- Max Lingner
- Walther Löbering
- Rudolf Otto
- Paul Plontke
- Wilhelm Rudolph
- Kurt Schwitters
- Karli Sohn-Rethel
- Paul Storm
- Walter Waenting

## Signaturen
- C.B
- C.N.B
- C.Bantzer
- C.N.Bantzer

## Werke (Auswahl)

Carl Bantzer: Der Abend

- Abendmahl in einer hessischen Dorfkirche, 1892
- Willingshausen, 1898, Öl auf Leinwand, 150 × 73,5 cm (Privatbesitz)
- Der Abend, um 1903, Öl auf Leinwand
- Schwälmer Bauern, 1931

## Ausstellungen
- Weltausstellung Paris 1900
- Weltausstellung St. Louis 1904

### Postum
- 1957: Freital, Haus der Heimat ("Seine Schüler")

- 1977: Marburg („Carl Bantzer, Synthetischer Realismus“)
- 2002: Marburg: („Carl Bantzer – Aufbruch und Tradition“)

## Werke in Museen (Auswahl)
- Neue Galerie (Kassel)
- Museum der Schwalm Ziegenhain
- Hessisches Landesmuseum Darmstadt
- Universitätsmuseum für Kultur und Kunstgeschichte Marburg
- Nationalgalerie Berlin
- Lindenau-Museum in Altenburg
- Staatliche Kunstsammlungen Dresden
- Museum in Gießen
- Rathaus Marburg: „Der Weg des Lebens“. Das großformatige Wandbild Bantzers, ein Auftragswerk der Marburger Stadtverordneten und einst gestiftet von einem jüdischen Bankhaus, ist im Zusammenhang mit dem 800-jährigen Gründungsjubiläum der Stadt 2022 als nicht mehr zeitgemäß der öffentlichen Betrachtung (zunächst für einige Monate) entzogen.

## Nachlass
Der Nachlass von Carl Bantzer enthält Familienpapiere, Korrespondenzen, Skizzen etc. des Kunstmalers und wird als Depositum im Hessischen Staatsarchiv Marburg (Bestand 340 Bantzer) aufbewahrt. Er hat einen Umfang von rund 2,3 lfd. Metern und eine Laufzeit von 1871 bis 1941. Der Bestand ist vollständig erschlossen und über das Archivinformationssystem Hessen online recherchierbar.